# Thapsia laciniata
Thapsia laciniata är en flockblommig växtart som beskrevs av Georges Rouy. Thapsia laciniata ingår i släktet Thapsia och familjen flockblommiga växter. Inga underarter finns listade i Catalogue of Life.